# مارکتا لازاروا (رمان)
مارکتا لازاروا (چکی: Marketa Lazarová) یک رمان به زبان چکی است که توسط ولادیسلاف وانچورا نگاشته شده‌است. این رمان اولین بار در سال ۱۹۳۱ منتشر شد. فیلم تحسین‌شدهٔ مارکتا لازاروا که در سال ۱۹۶۷ منتشر شد از این رمان اقتباس شده‌است.